# Álex de la Iglesia
Alejandro de la Iglesia Mendoza (Bilbao, 4. prosinca 1965.), poznat kao Álex de la Iglesia, španjolski je filmski redatelj, scenarist, producent i autor stripova.
Većina De la Iglesinih filmova uživa kultni status zahvaljujući njegovom neobičnom smislu za humor.

## Životopis
Álex de la Iglesia rođen je u Bilbau 1965. godine. Studirao je filozofiju na isusovačkom sveučilištu Deusto i radio kao strip autor u ranijoj životnoj fazi. 
Prvo filmsko iskustvo stekao je radeći kao scenograf na kratkometražnom filmu Pabla Bergera Mama (1988). Ovaj film priča o obitelj prisiljenoj živjeti u podrumu nakon nuklearnog rata s malim dječakom koji nosi kostim Batmana. 
Enrique Urbizu ga poziva da bude scenograf u filmu Todo por la pasta (1991), baskijskom kriminalističkom trileru koji je bio nominiran za 4 nagrade Goya, a osvojio je jednu (za najbolju sporednu glumicu). Poslije ovog filma De la Iglesia nije mogao ostati nezamijećen.
Nakon toga upoznaje Joséa Guerricaechevarriu s kojim radi kratkometražni film, Ubojite mirinde (1991), o čovjeku čiji um postupno degenerira i nalazi se na rubu da postane psihotični ubojica. Njih dvojica ubrzo su postali prijatelji i radili zajedno na pisanju scenarija mnogih De la Iglesinih filmova.
1993., De La Iglesia dobiva veliku priliku, kada čuveni Španjolski redatelj Pedro Almodóvar, producira njegov prvi dugometražni film Mutantska akcija (Acción mutante). Ova priča o skupini hendikepiranih izopćenika u budućnosti koji uzimaju oružje da se bore protiv zgodnih tlačitelja postigla je uspjeh na globalnoj razini. Film je dobio dvije nagrade na Montrealskom Fantasia festivalu i tri nagrade Goya.
Njegov sljedeći film Dan zvijeri (1995), horor komedija o svećeniku koji pokušava spriječiti rođenje Nečastivog, dobio je šest nagrada Goya. Jedna od njih bila je i za najboljeg redatelja.
Perdita Durango (1997), s Javierom Bardemom i Rosie Perez, bio je pokušaj probijanja na angloameričko tržište. Napravljen je na engleskom jeziku, ali nije postigao osobit uspjeh. Zamjerili su mu da je previše tarantinovski. Film obiluje nasilnim scenama, što je rezultiralo rezanjem dijelova filma u mnogim državama. Dužina trajanja filma varira od 95 minuta u Južnoj Koreji do 126 minuta u Španjolskoj.
Vraća se u Španjolsku i sljedećih godina režira niz crnih komedija. Umrijeti od smijeha (1999) crna je komedija o komičarskom dvojcu Ninu i Brunu koji se međusobno ne trpe. Triler komedija Susjedi (2000) aluzija je na Hitchcockove filmove, a 800 metaka (2002) odavanje počasti špageti vesternima. Bizarna crna komedija Ševac i njegov pjevac (2004), o čovjeku koji pokušava izvesti savršen zločin, osvojila je šest nagrada Goya.
2008., režira svoj drugi film na engleskom jeziku Oksfordska ubojstva, s Elijahom Woodom i Johnom Hurtom u naslovnim ulogama, koji ne postiže zapažen uspjeh. 
Njegov film Posljednji cirkus (2010) osvojio je dvije nagrade na Venecijanskom filmskom festivalu, za najbolji scenarij i režiju. Također je bio nominiran za petnaest Goya, uključujući i najboljeg redatelja, najbolji film i najbolji originalni scenarij. Od svih njih dobio je samo nagradu za najbolju šminku i najbolje specijalne efekte.

## Filmografija
| Godina | Film                                    | Naslov originala                                 | Komentar            |
| ------ | --------------------------------------- | ------------------------------------------------ | ------------------- |
| 1991.  | Ubojite mirinde                         | Mirindas asesinas                                | Kratkometražni film |
| 1993.  | Mutantska akcija                        | Acción mutante                                   |                     |
| 1995.  | Dan zvijeri                             | El Día de la bestia                              |                     |
| 1997.  | Perdita Durango                         | Perdita Durango                                  |                     |
| 1999.  | Umrijeti od smijeha                     | Muertos de risa                                  |                     |
| 2000.  | Susjedi                                 | La comunidad                                     |                     |
| 2002.  | 800 metaka                              | 800 balas                                        |                     |
| 2004.  | Ševac i njegov pjevac                   | Crimen ferpecto                                  |                     |
| 2006.  | 6 filmova za nemirne snove: Dječja soba | Películas para no dormir: La habitación del niño | Televizijska serija |
| 2008.  | Oksfordska ubojstva                     | The Oxford Murders                               |                     |
| 2010.  | Posljednji cirkus                       | Balada triste de trompeta                        |                     |
| 2011.  |                                         | La chispa de la vida                             |                     |

## Vanjske poveznice
- Službena stranica  Arhivirana inačica izvorne stranice od 16. siječnja 2012. (Wayback Machine)
- Álex de la Iglesia u internetskoj bazi filmova IMDb-u (engl.)